# Émile Béchard

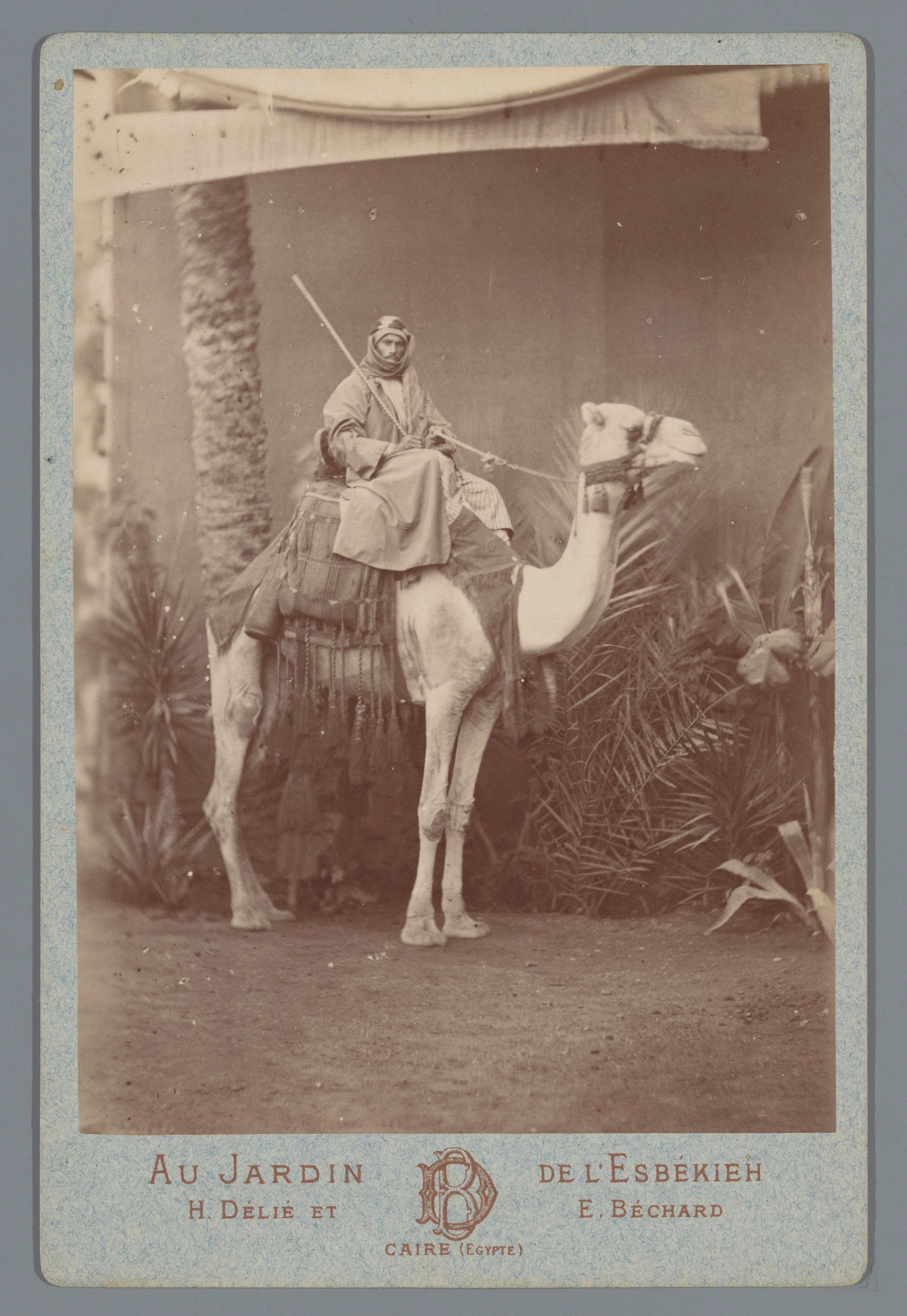
Délié & Béchard: Muž na velbloudovi, carte-de-visite, 1869–1890, sbírka Rijksmuseum Amsterdam

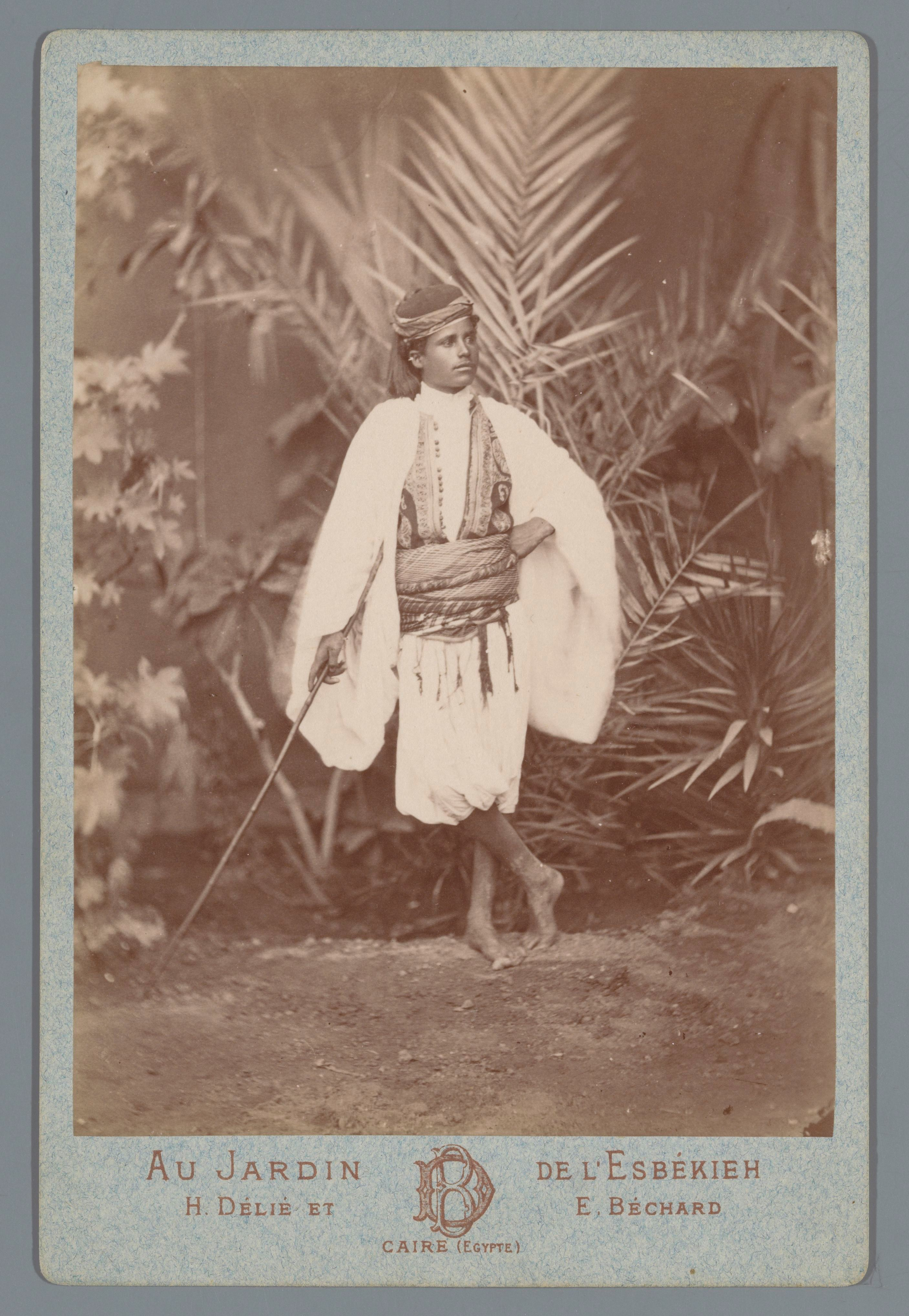
Délié & Béchard: Portrét mladého muže v kroji, carte-de-visite, 1869–1890, sb. Rijksmuseum

Émile Béchard (25. prosince 1844, Les Salles-du-Gardon – po roce 1905) byl francouzský orientalistický fotograf, aktivní v letech 1869–1880 v Káhiře, poté v letech 1881 až 1897 v Hyèresu a Marseille. Byl několik let spojován se svým starším bratrem Hippolytem Béchardem.

## Životopis
Émile Béchard se narodil v roce 1844 v Les Salles-du-Gardon do rodiny pekaře. Jeho bratr Hippolyte, s nímž později spolupracoval, se narodil tři roky před ním. Od roku 1869 pracoval Émile Béchard jako fotograf v Káhiře, kde spolupracoval s Hippolytem Déliém. Stejně jako jejich kolegové Antonio Beato, Ermé Désiré nebo Hippolyte Arnoux fotografovali Délié a Béchard ulice měst a jejich obyvatele, památky a starožitnosti Egypta a pořizovali také ateliérové portréty. Studio se jménem Au jardin de l'Esbékieh prodávalo turistům mnoho fotografických pohlednic. Na zadní straně některých je firemní logo doplněné textem: Succursale de la maison Pierson de Paris nebo Succursale de la maison Pierson, boulevard des Capucines, 3, Paris (Pobočka Piersonova domu v Paříži nebo Pobočka domu Pierson, boulevard des Capucines, 3, Paříž), svědčící o navázání spojení s dílnou Pierra-Louis Piersona.
V roce 1871 požádali Délié a Béchard francouzského egyptologa Augusta Marietteho o povolení fotografovat místnosti a objekty muzea Boulaq, jehož byl ředitelem a které založil v roce 1858, současně s Oddělením ochrany starožitností z Egypta (Conseil suprême des Antiquités égyptiennes). Mariette, který s projektem souhlasil, s nimi spolupracoval výběrem zajímavých předmětů a psaním textů. Album Boulaq Museum, ilustrované čtyřiceti fotografickými deskami, bylo vydáno v roce 1872. Kniha, jedna z prvních svého druhu, přispěla k tomu, aby byl faraonský Egypt známý i v zahraničí. Spolupráce mezi Déliém a Béchardem skončilo v roce 1873 a oba pokračovali ve své činnosti v Káhiře několik let samostatně. Hippolyte Béchard, který zůstali v departementu Gard, distribuoval fotografie svého bratra, na které se někdy podepisoval jako „H. Béchard“.
V roce 1878, kdy Délié převzal ateliér Eugèna Disdériho, na adrese boulevard des Italiens č. 6 v Paříži, získal Béchard na konci Světové výstavy v Paříži zlatou medaili za fotografie z Egypta. V roce 1881 se na několik let přestěhoval do Hyèresu, kde pracoval jako fotograf. V roce 1887 bylo slavnostně vydáno album Egypt a Nubia, které shromáždilo 150 jeho fotografií doprovázených texty André Palmieri. Přesunul se – s manželkou Marií Daumas a svým synovcem také Émilem, synem svého bratra Hippolyta – do Marseille, kde pokračoval ve své činnosti ve studiu na adrese rue de la Darse 13. Studio bylo zmíněno v edicích Marseille Indicator z let 1892 až 1897.
Hippolyte Béchard, který byl také výrobcem limonády, zemřel v Tunisu v roce 1903. O dva roky později, když jeho syn Émile obhájil lékařskou práci, pak děkoval „[svému] strýci a [své] tetě E. Béchard, kteří vězte, že jsou nám stále drazí“, což naznačuje, že Émile Béchard žil ještě i v roce 1905.

## Publikace
- Album du musée de Boulaq: obsahující čtyřicet desek / fotografie: MM. Delié a Béchard; s vysvětlujícím textem: Auguste Mariette-Bey Publication: Le Caire: Mourès, 1872
- L'Égypte et la Nubie (Egypt a Núbie [tištěný text]): Velké monumentální, historické, architektonické album: Reprodukce nezaměnitelnými procesy kalotypie sto padesáti fotografických pohledů M. Bécharda, uměleckého fotografa, zahrnuje obrazy od Káhiry (Egypt) až do druhé katarakty (Nubie). S vysvětlujícím textem o památkách od (našich) nejlepších autorů, M. A. Palmieri, Paříž: André Palmieri a Émile Béchard, 55 rue Taitbout, 1887. Světlotisky z fotografií pořízených mezi lety 1870 a 1878.

## Fotografie

### Atelier Délié & Béchard

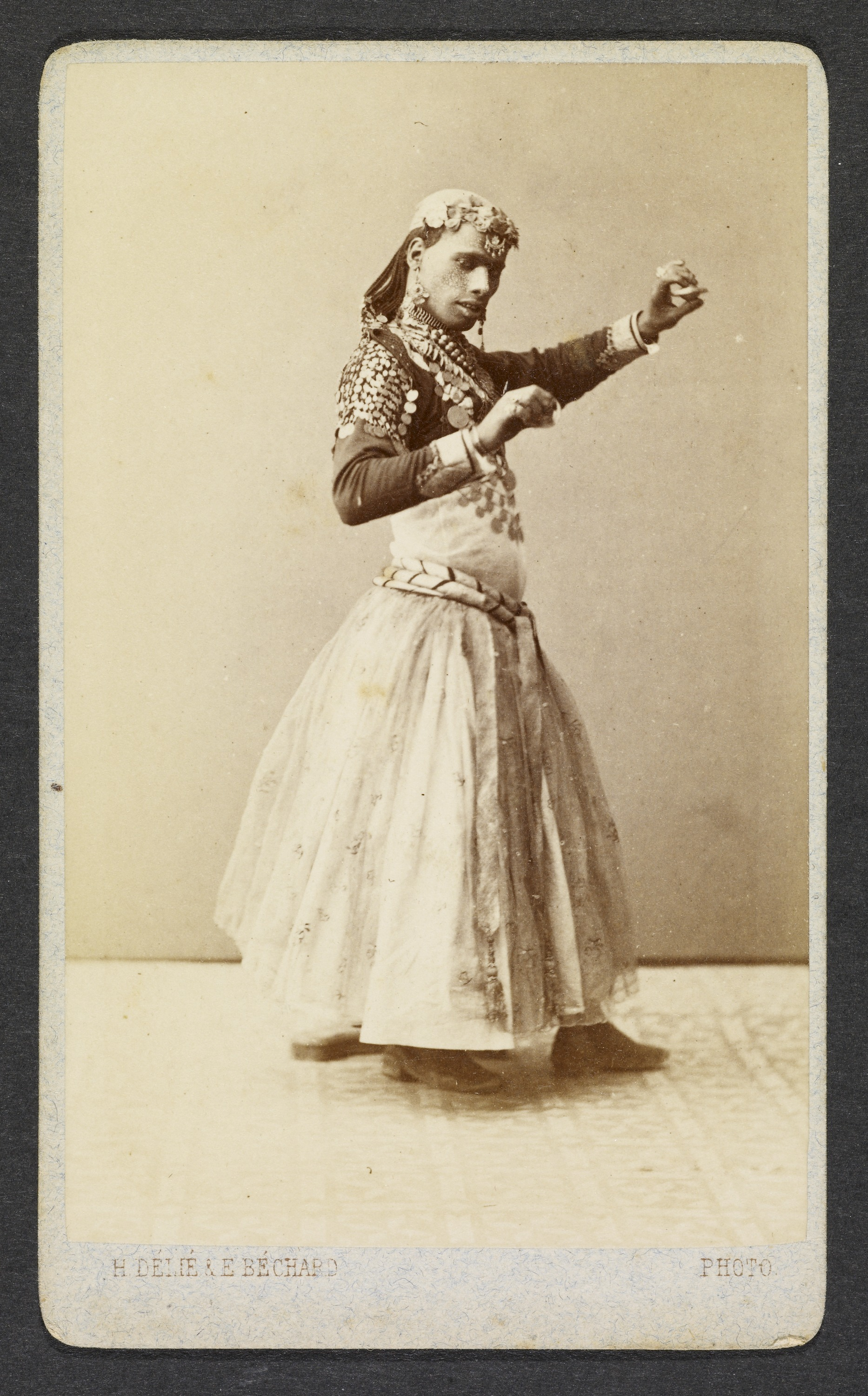
Délié & Béchard, Portrét tanečnice v kostýmu, carte-de-visite
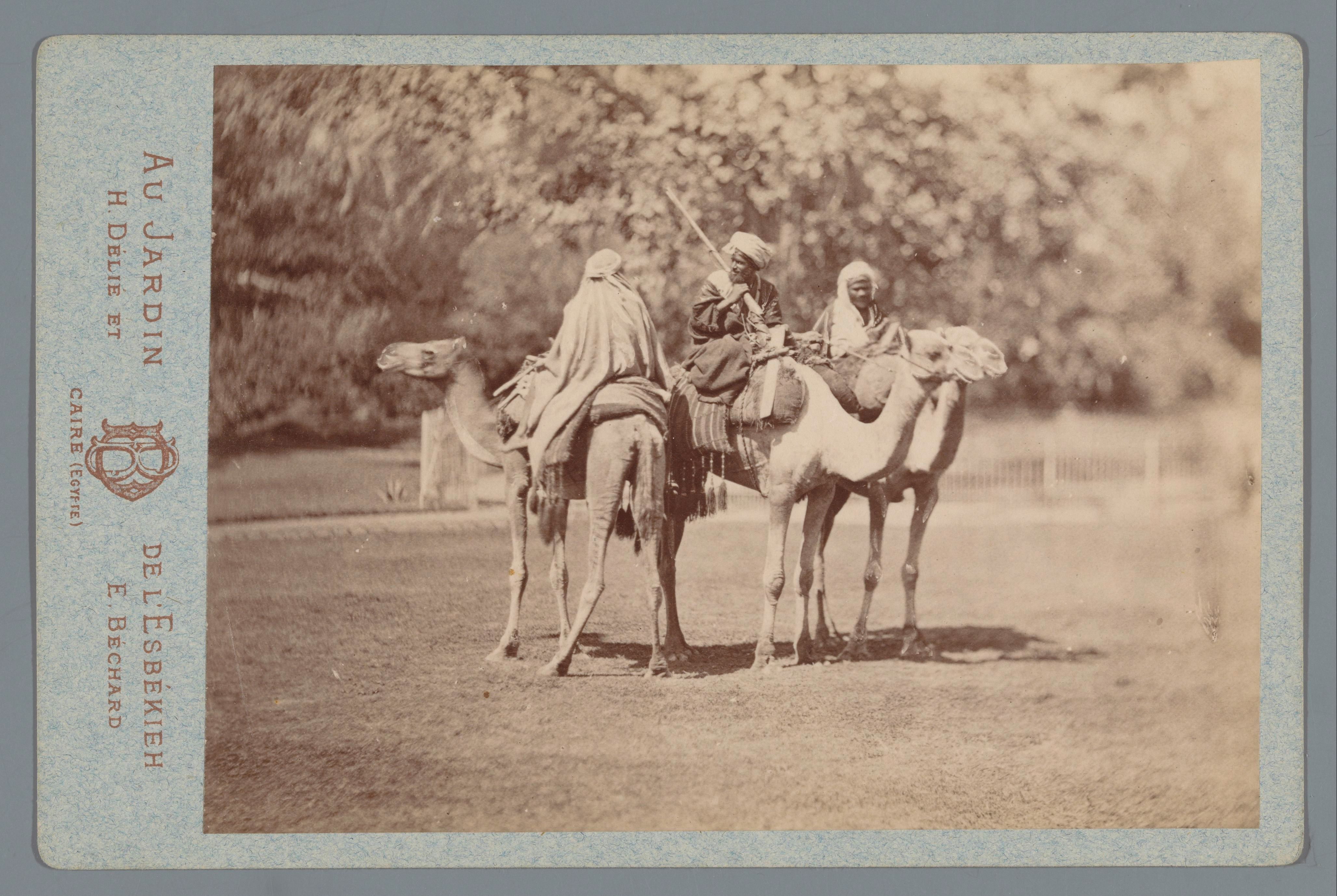
Délié & Béchard, Tři muži na velbloudu, carte-de-visite, 1869–1890, kol. Rijksmuseum
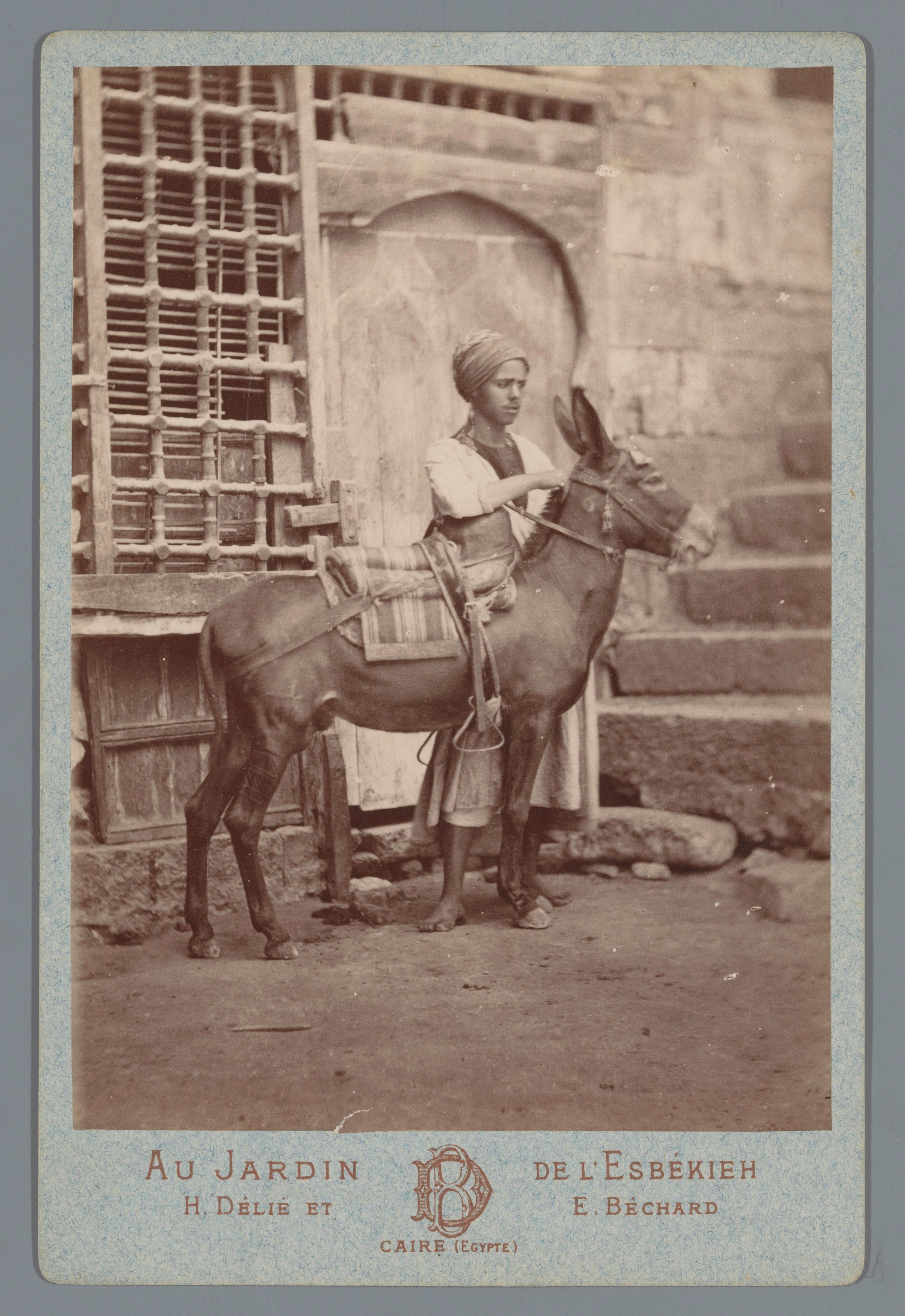
Délié & Béchard, Mladý muž a jeho osel, carte-de-visite, 1869–1890, sb. Rijksmuseum
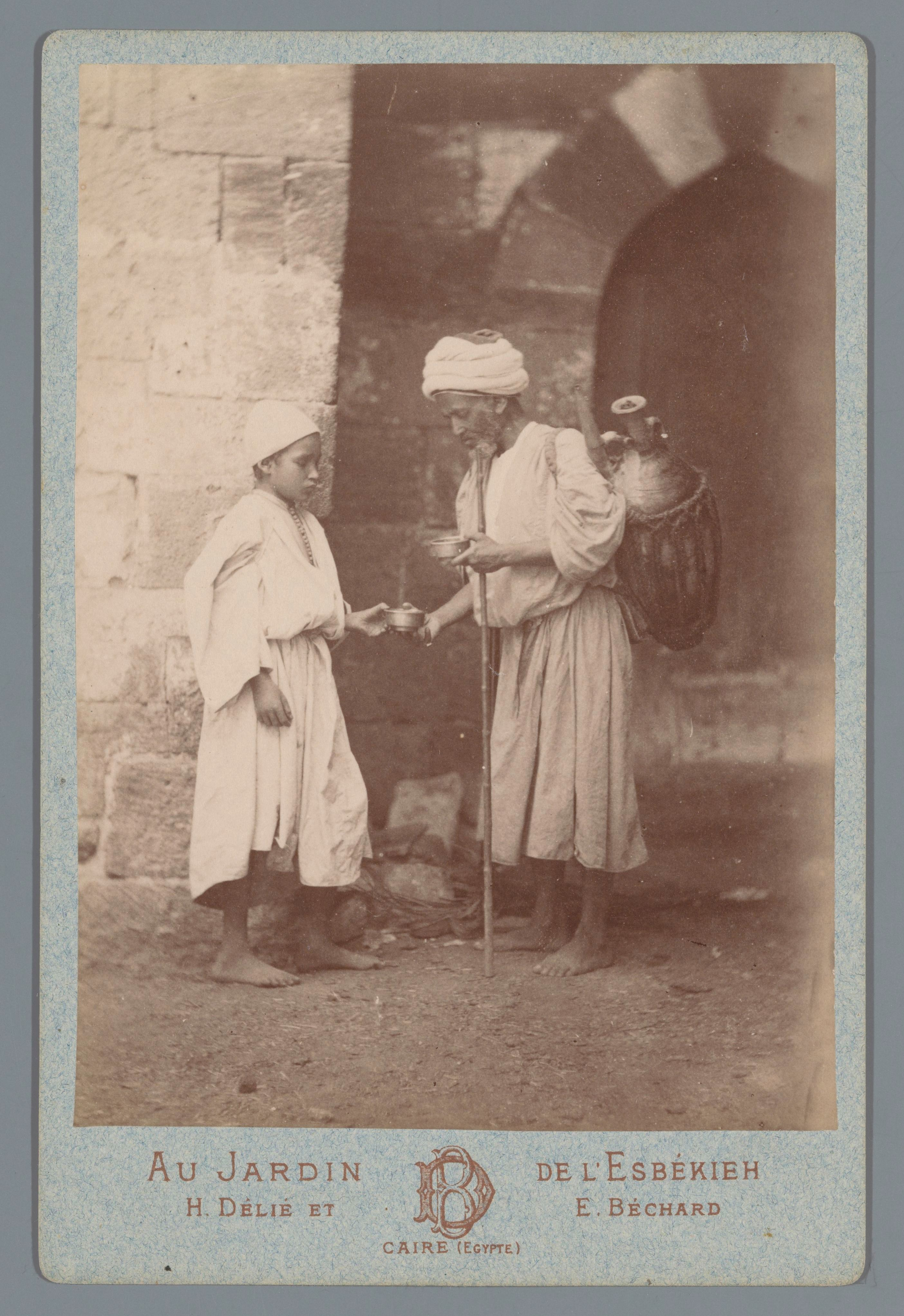
Délié & Béchard, Nosič vody a mladý chlapec, carte-de-visite, 1869–1890, sb. Rijksmuseum
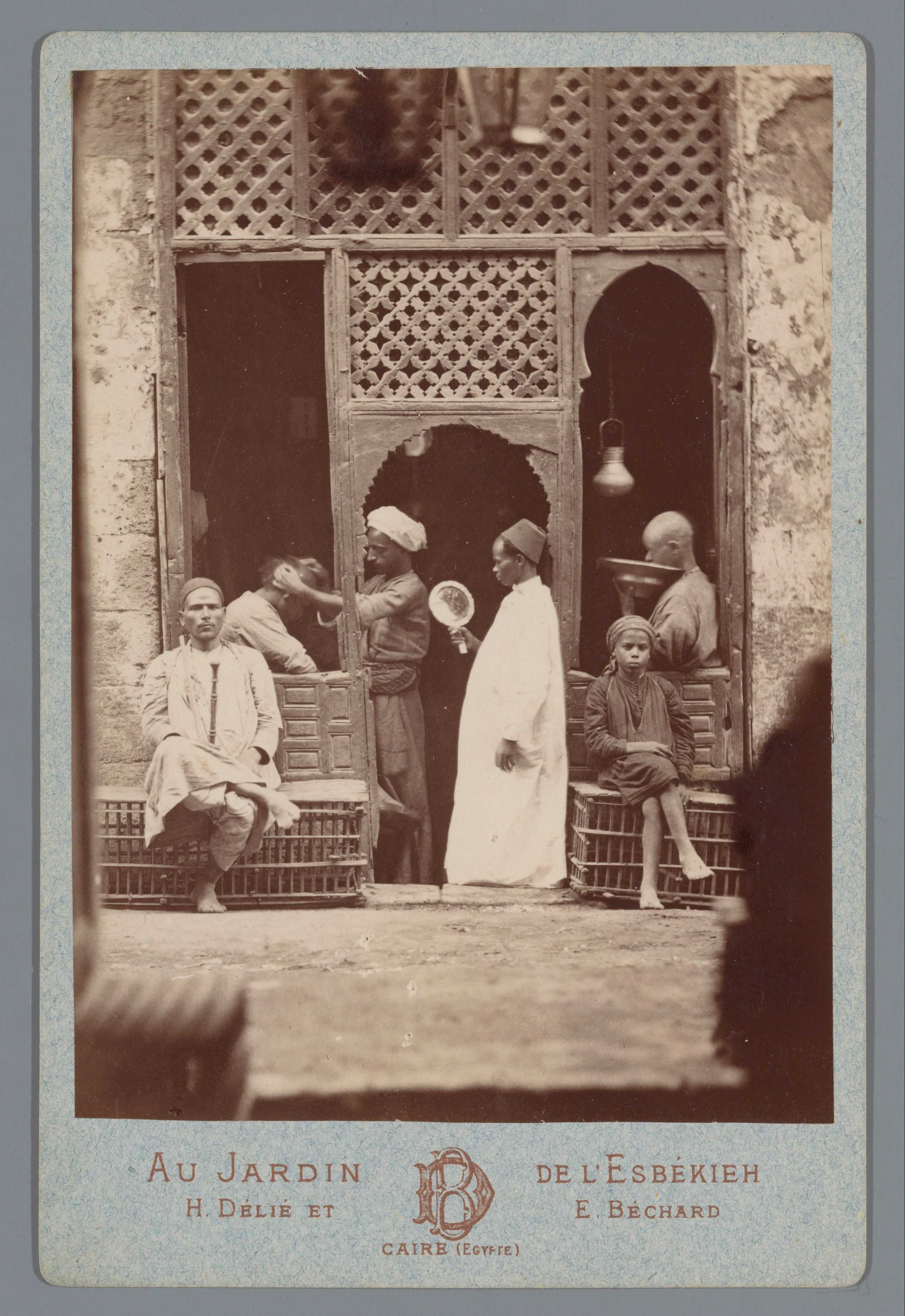
Délié & Béchard, Skupiny mužů v holičství, carte-de-visite, 1869–1890, sb. Rijksmuseum
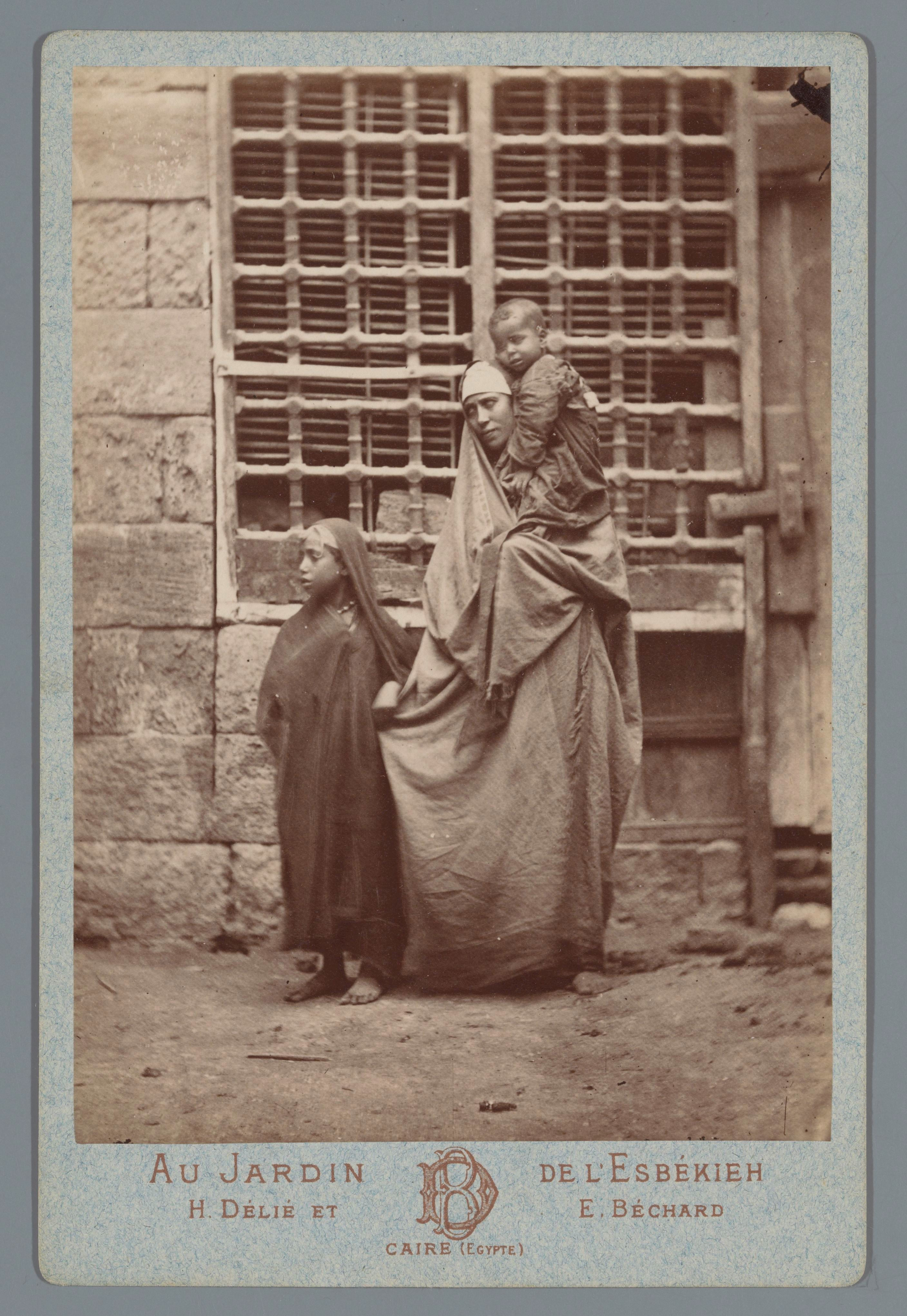
Délié & Béchard, Žena s dětmi, carte-de-visite, 1869–1890, sb. Rijksmuseum
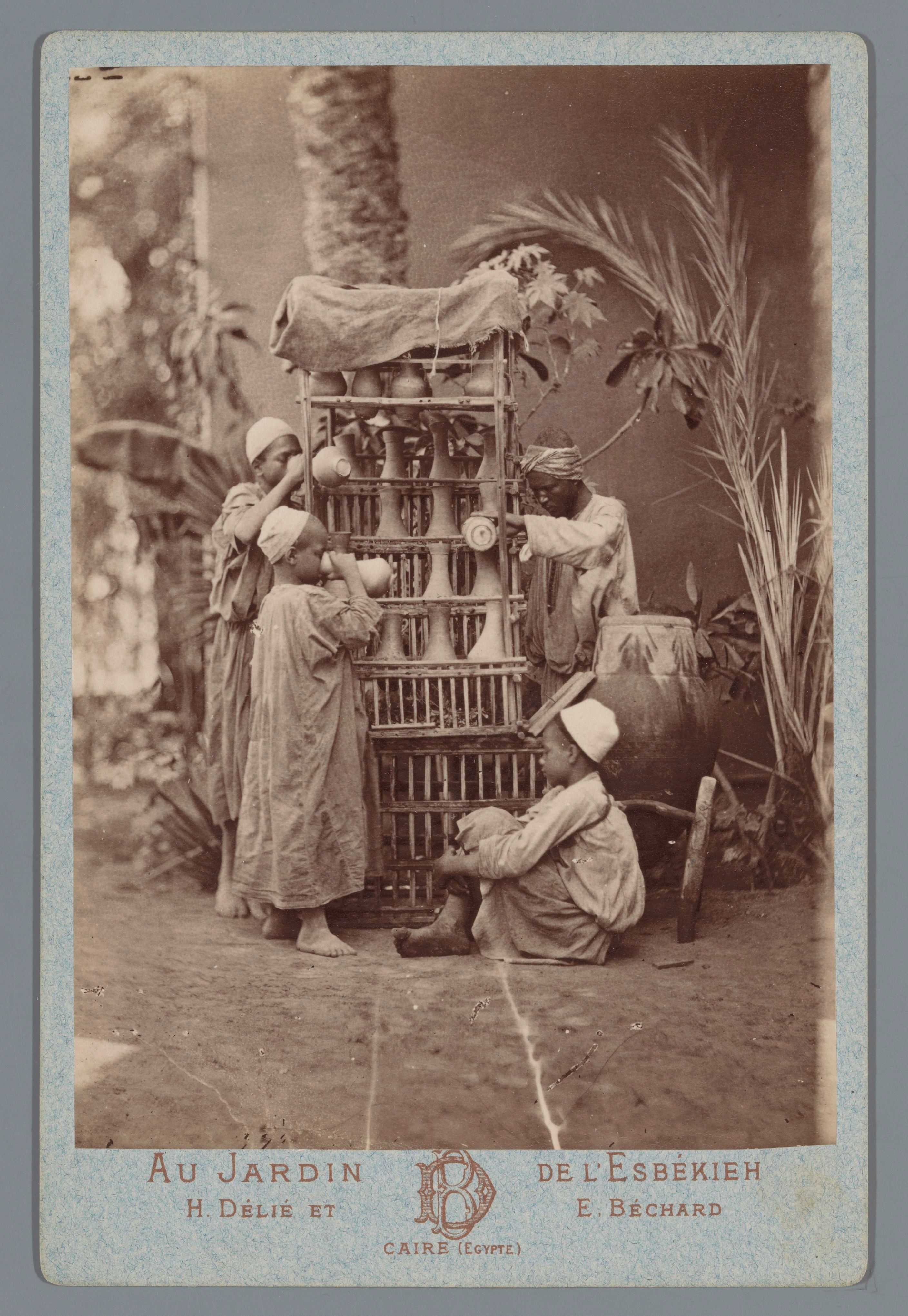
Délié & Béchard, Chlapci před policí, carte-de-visite, 1869–1890, sb. Rijksmuseum
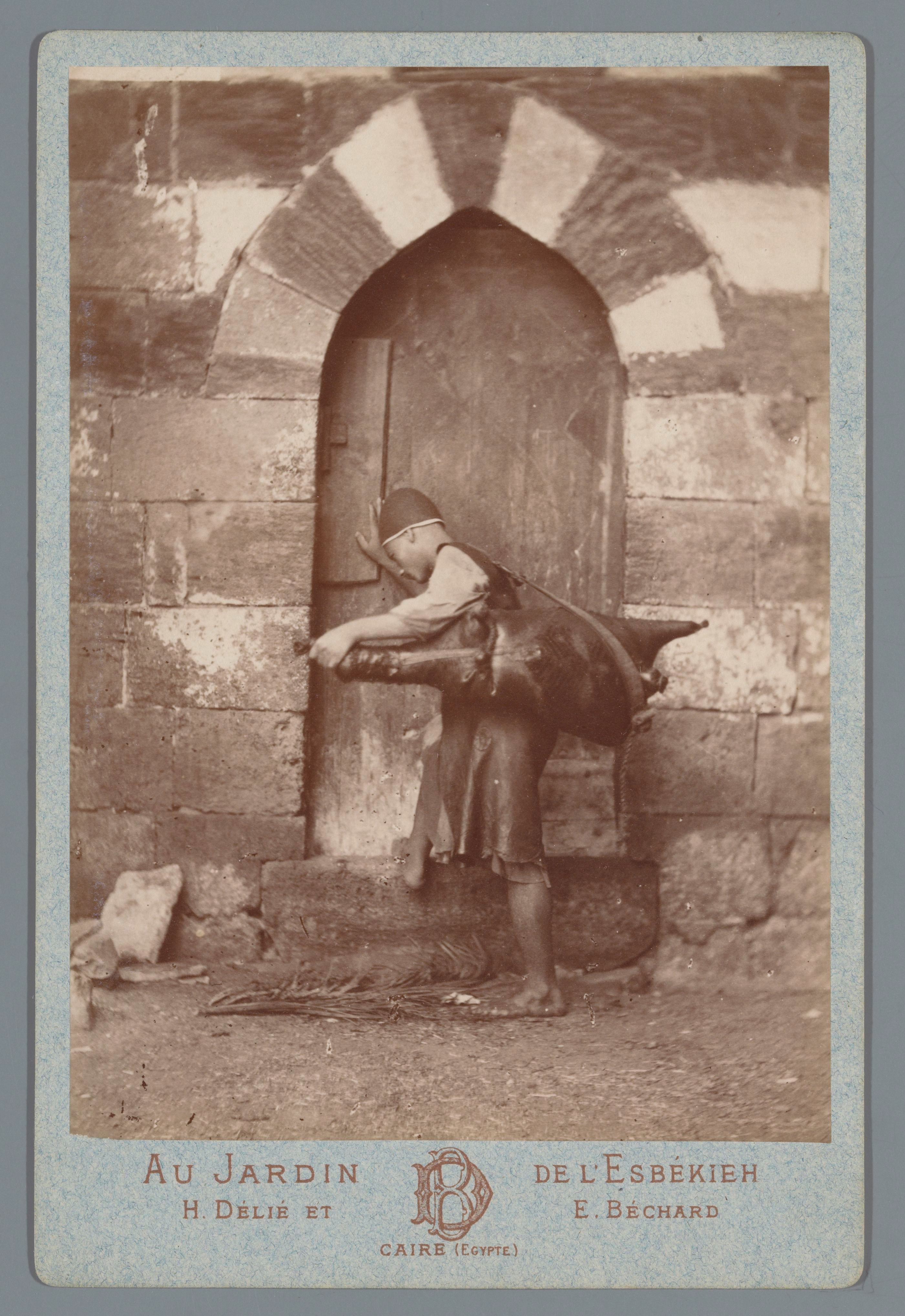
Délié & Béchard, Mladý muž přede dveřmi, carte-de-visite, 1869–1890, sb. Rijksmuseum
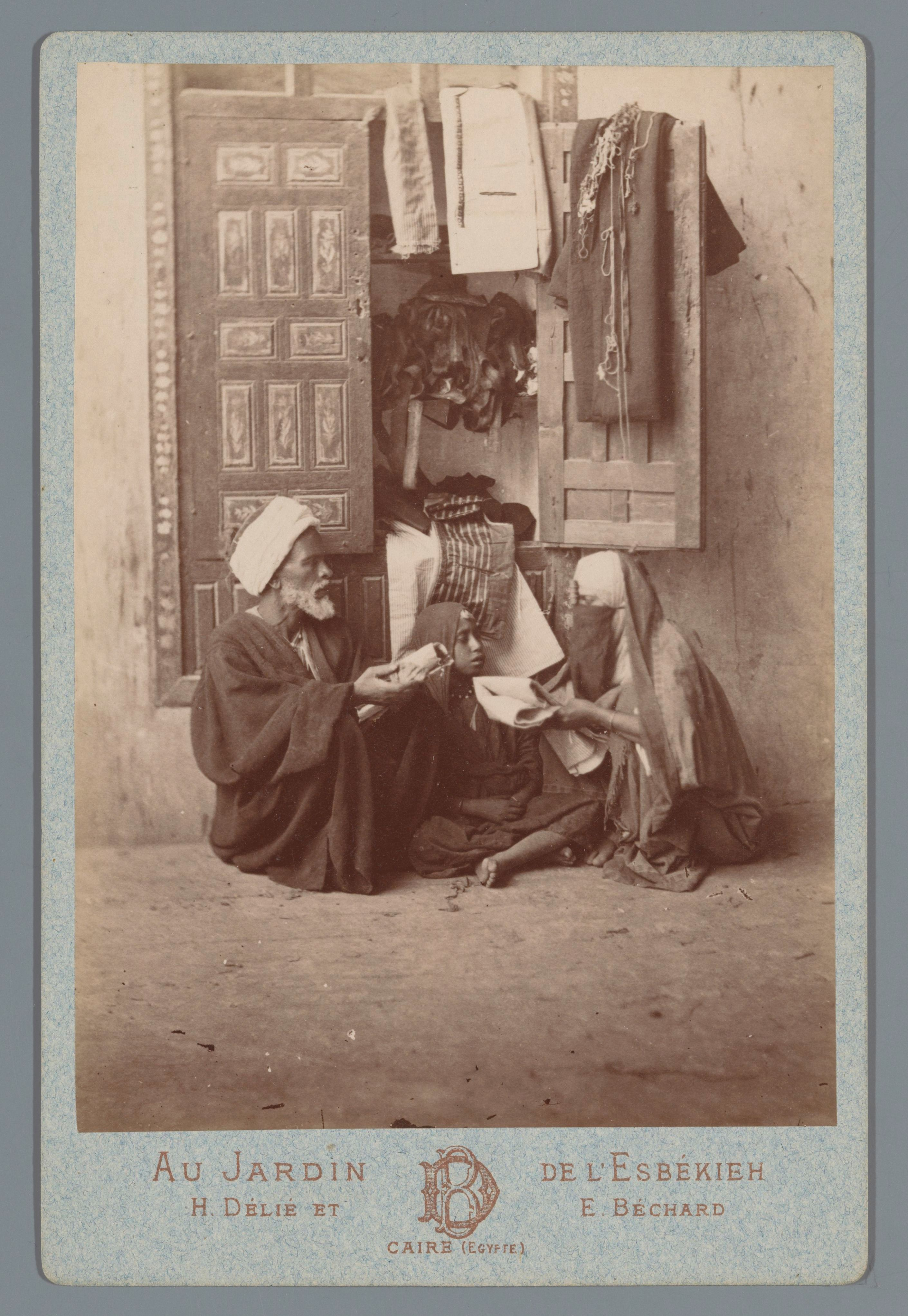
Délié & Béchard, Prodejce látky a jeho zákazník, carte-de-visite, 1869–1890, sb. Rijksmuseum
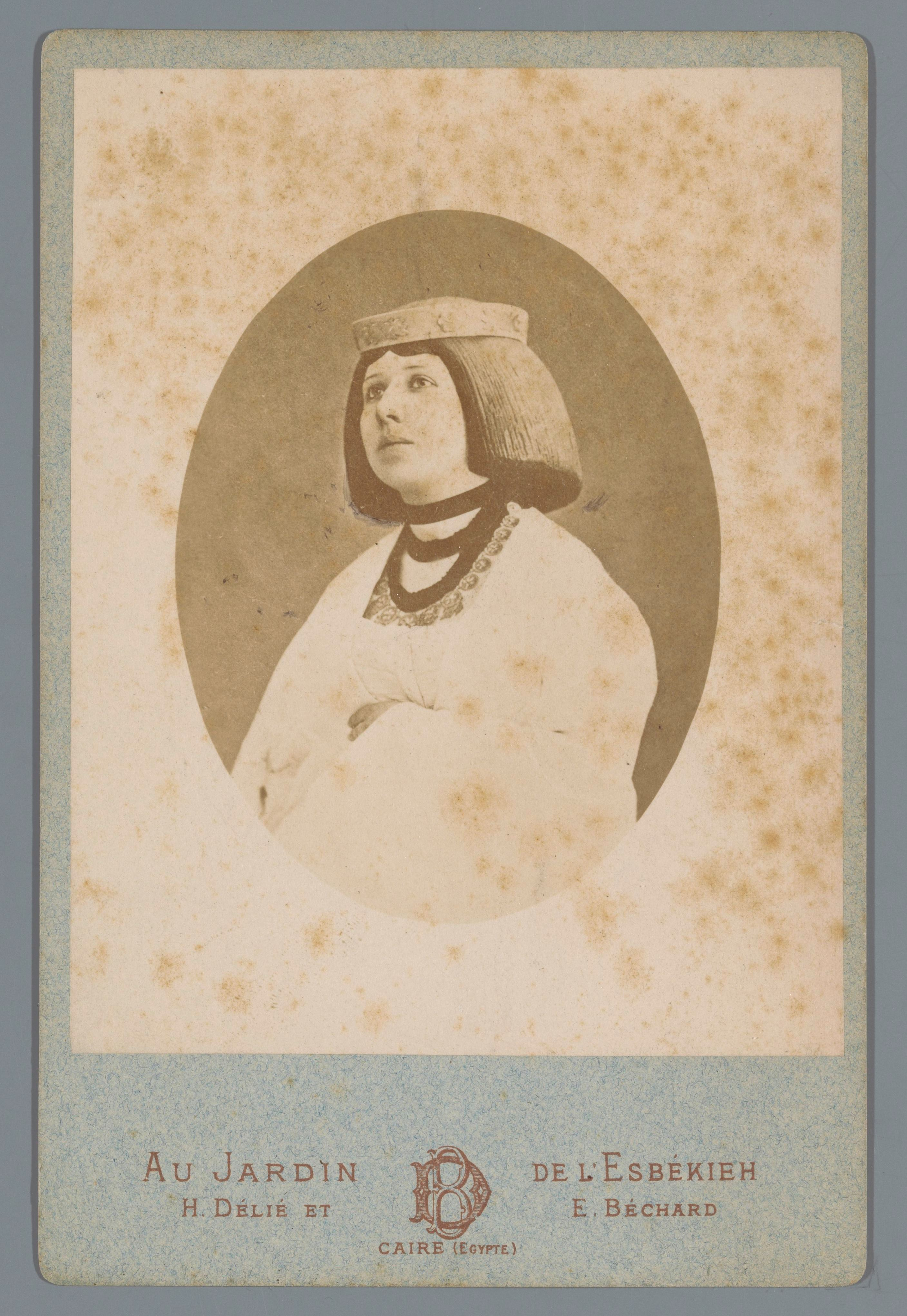
Délié & Béchard, Portrét ženy s parukou a pokrývkou hlavy, carte-de-visite, 1869–1890, sb. Rijksmuseum
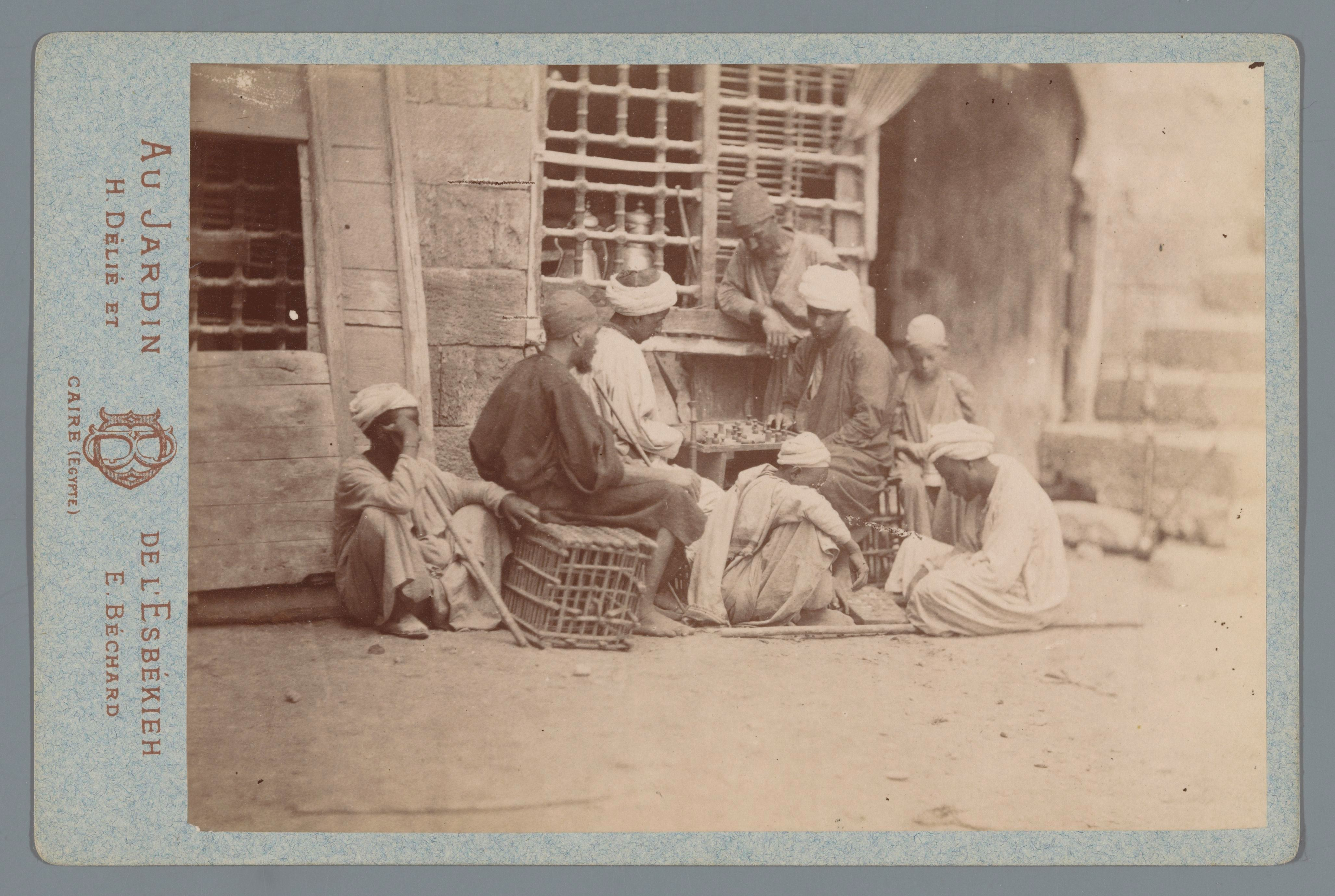
Délié & Béchard, Skupina před kavárnou s deskovou hrou, carte-de-visite, 1869–1890, sb. Rijksmuseum
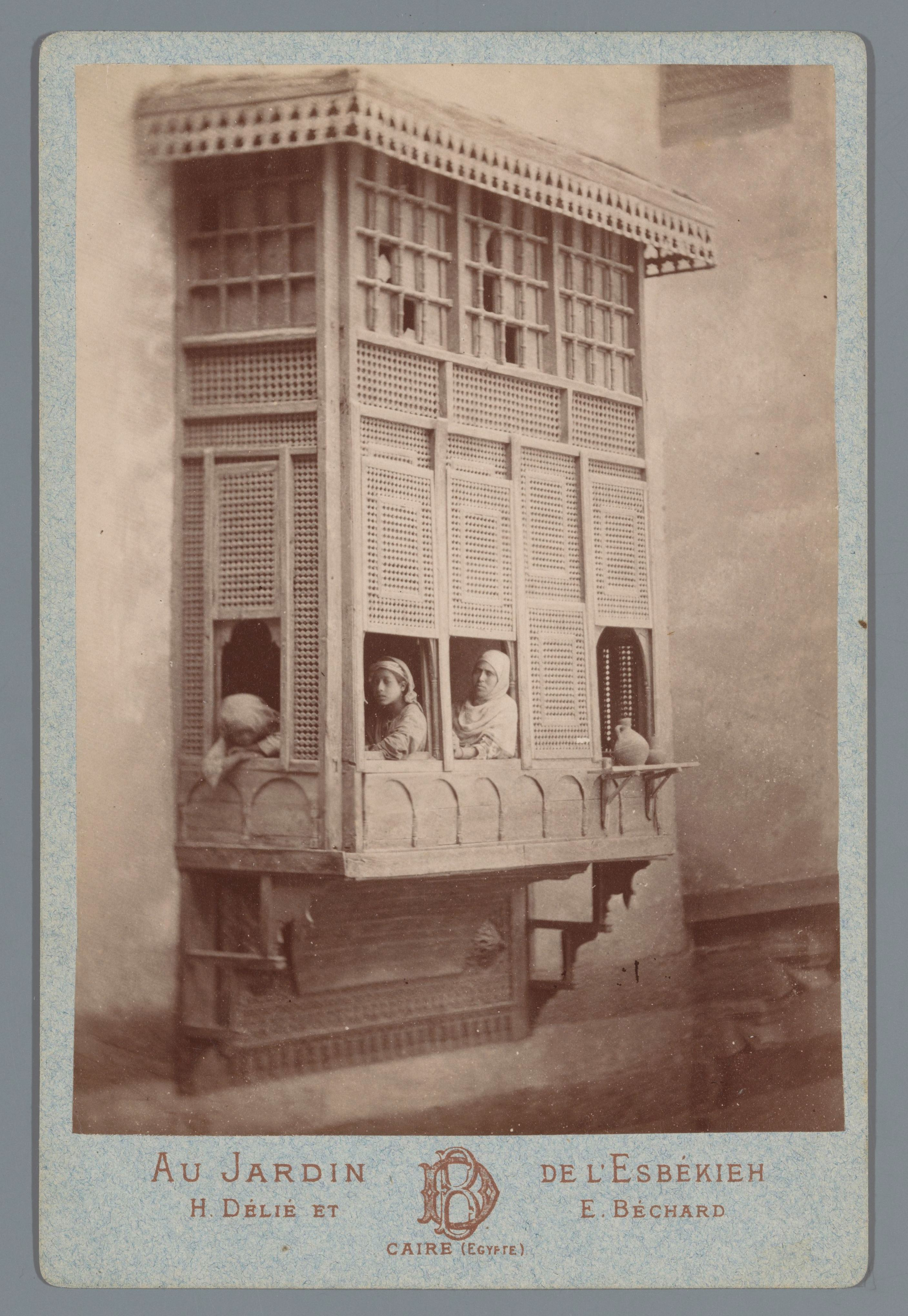
Délié & Béchard, Ženy a děti u okna, carte-de-visite, 1869–1890, sb. Rijksmuseum

### Album du musée de Boulaq

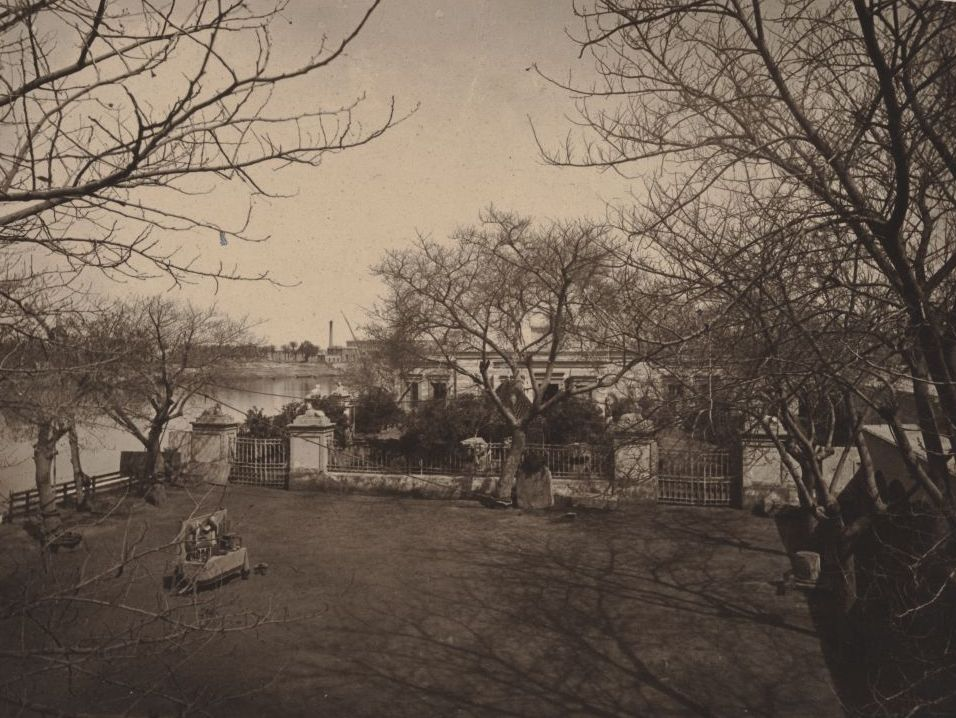
Délié et Béchard, deska 1, Malebné pohledy, Boulaq Museum Album, Káhira, Mourès & Cie, 1872
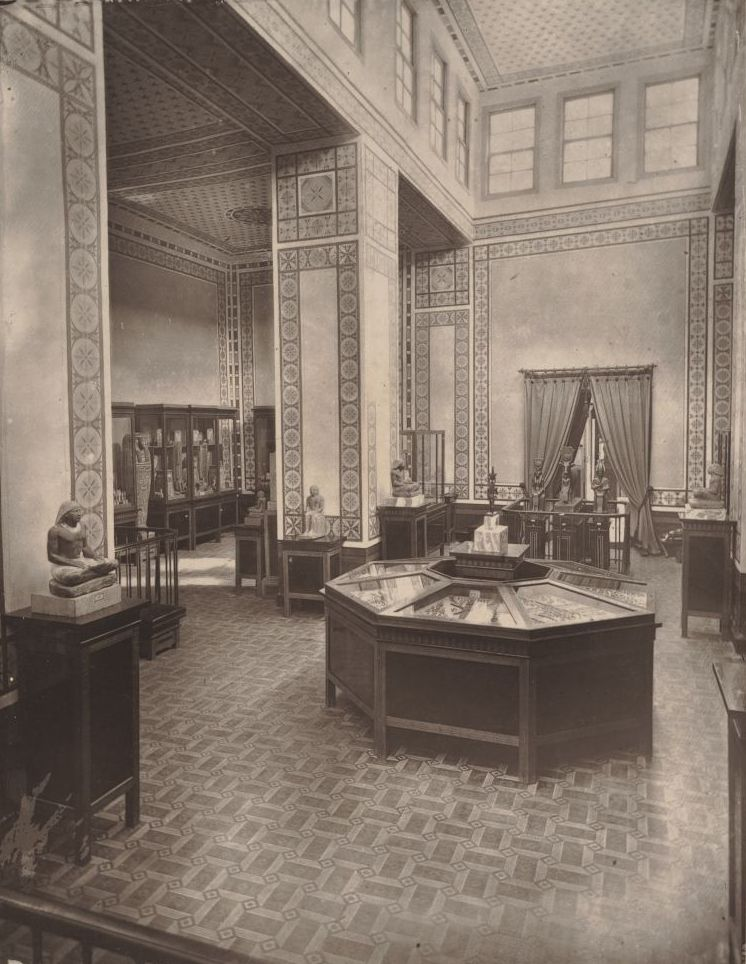
Délié et Béchard, deska 2, Malebné výhledy, album muzea Boulaq, Káhira, Mourès & Cie, 1872
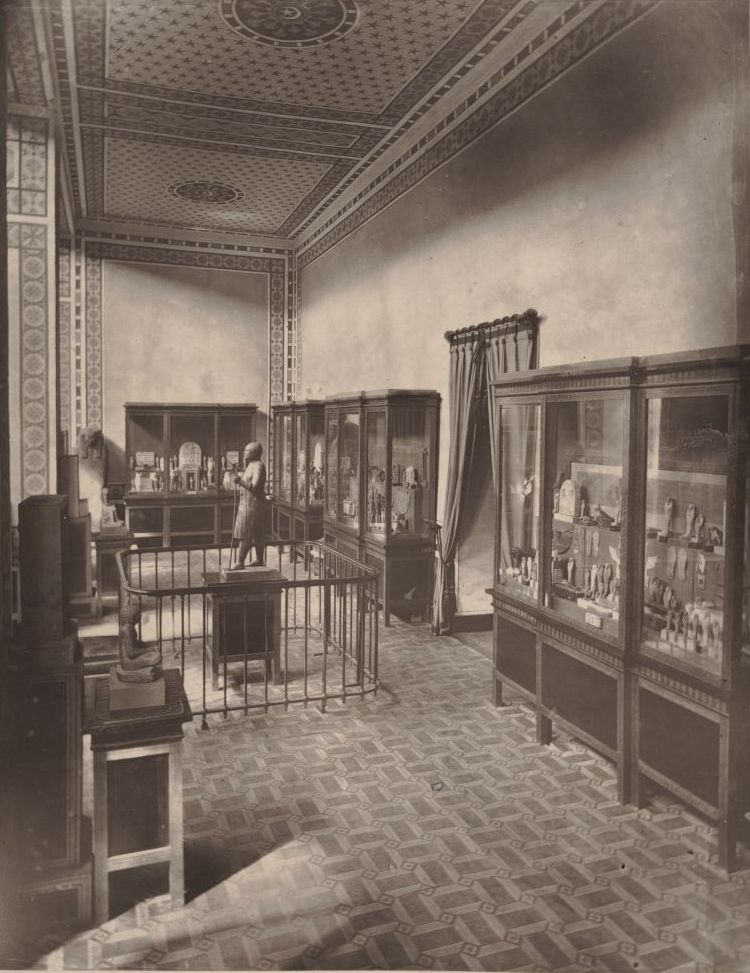
Délié et Béchard, deska 3, Malebné výhledy, album muzea Boulaq, Káhira, Mourès & Cie, 1872
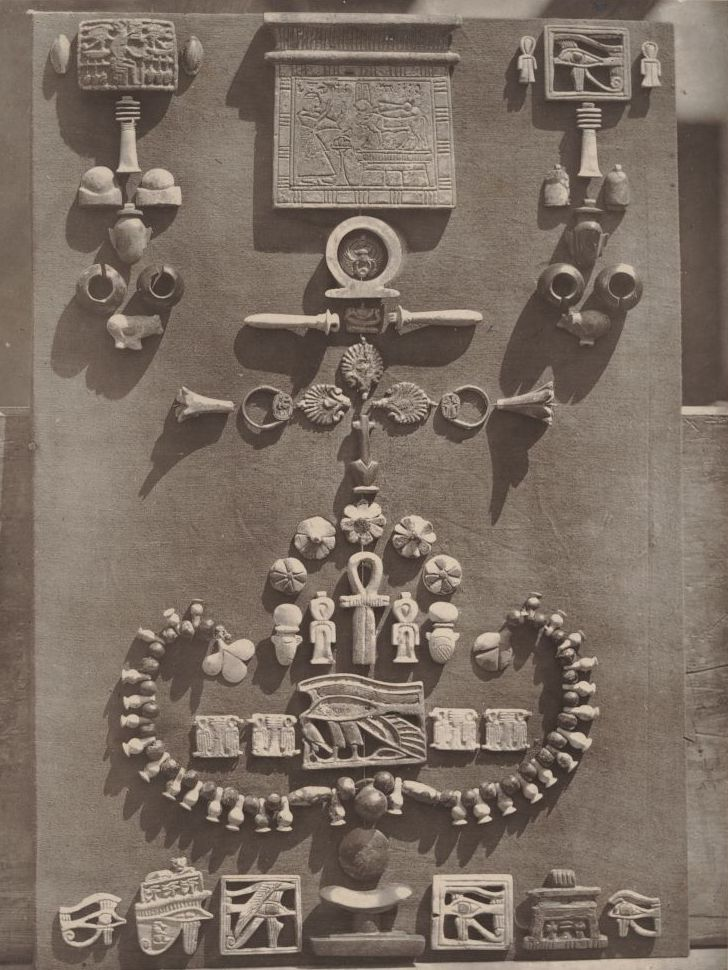
Délié a Béchard, deska 17, Monuments funéraires. Album z muzea Boulaq, Káhira, Mourès & Cie, 1872
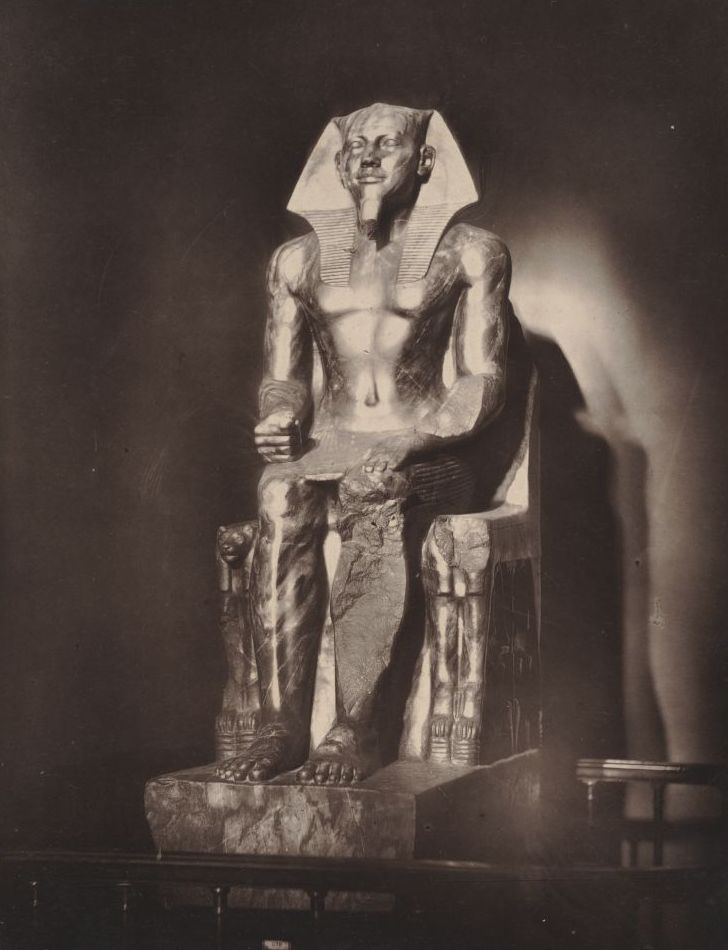
Délié et Béchard, deska 26, Historical Monuments, Boulaq Museum Album, Káhira, Mourès & Cie, 1872